# Mont-l'Étroit
Mont-l'Étroit è un comune francese di 100 abitanti situato nel dipartimento della Meurthe e Mosella nella regione del Grand Est.

## Società

### Evoluzione demografica
Abitanti censiti